# Opatovice nad Labem
Opatovice nad Labem é uma comuna checa localizada na região de Pardubice, distrito de Pardubice.